# Прошунін Микола Емануїлович
Микола Емануїлович Прошунін (10 травня 1907, місто Бійськ, тепер Алтайського краю, Російська Федерація — 1980, місто Москва, тепер Російська Федерація) — радянський державний діяч, голова Ставропольського крайвиконкому, міністр хлібопродуктів РРФСР. Депутат Верховної ради РРФСР 3-го і 5-го скликань. Депутат Верховної ради СРСР 4-го скликання.

## Біографія
Народився в родині коваля. З 1923 року почав працювати молотобійцем у батьківській кузні.
З листопада 1929 по 1932 рік служив у Червоній армії в місті Іркутську та на кордоні із Монголією.
У 1932—1936 роках — студент Новосибірського інституту народного господарства.
У 1936—1941 роках — заступник голови міської планової комісії в Анжеро-Судженську; голова сектору Орджонікідзевської крайової планової комісії в місті Ворошиловську (Ставрополі). Член ВКП(б) з 1940 року.
З червня 1941 по червень 1946 року — у Червоній армії, учасник німецько-радянської війни. Служив політичним керівником (політруком) 49-ї спеціальної хімічної роти 5-ї армії Південно-Західного фронту, У жовтні 1941 року направлений на курси політскладу до Харкова. У січні 1942 року після курсів відбув до Урюпинська, де був призначений спочатку комісаром, а потім і командиром 2-го стрілецького (окремого кулеметного) батальйону 537-го стрілецького полку 160-ї стрілецької дивізії. З червня 1943 року — командир 270-го гвардійського стрілецького полку 89-ї гвардійської стрілецької дивізії. У грудні 1943 року після важкого поранення лікувався у шпиталі на станції Ликолине Ленінградської залізниці. У березні 1945 року закінчив Вищі стрілецько-тактичні курси удосконалення командного складу піхоти «Постріл» у місті Сонячногірську Московської області. З березня 1945 року — командир 273-го гвардійського стрілецького полку 89-ї гвардійської стрілецької дивізії 37-ї армії.
Після демобілізації перебував на відповідальній роботі в Ставропольському краї.
До 1952 року — заступник голови виконавчого комітету Ставропольської крайової ради депутатів трудящих.
У 1952 — липні 1956 року — голова виконавчого комітету Ставропольської крайової ради депутатів трудящих.
2 липня 1956 — 15 квітня 1959 року — міністр хлібопродуктів РРФСР.
Потім — на дипломатичній роботі.
Помер у вересні 1980 року в Москві.

## Звання
- капітан
- майор
- гвардії підполковник

## Нагороди
- орден Леніна (1957)
- два ордени Червоного Прапора (25.08.1943, 23.05.1945)
- орден Суворова ІІІ ст. (23.02.1943)
- орден Богдана Хмельницького ІІІ ст. (6.11.1943)
- медаль «За визволення Варшави» (1945)
- медаль «За взяття Берліна» (1945)
- медаль «За перемогу над Німеччиною у Великій Вітчизняній війні 1941—1945 рр.» (1945)
- медалі
- Почесний громадянин міста Бєлгорода (1.08.1963)